# M47 Patton
De M47 Patton was een Amerikaanse gevechtstank uit de jaren vijftig. De tank verving toen de M46 Patton waarvan hij zelf een verbeterde versie was.

## Voorgeschiedenis
De voorgaande M46, een herbouw van bestaande M26's, werd beschouwd als een tijdelijke oplossing om over moderne tanks te beschikken terwijl het T42-project nog in ontwikkeling was. Toen echter de Koreaanse Oorlog uitbrak had het Amerikaanse leger meteen een nieuwe tank nodig — de productie van tanks lag toen al vier jaar stil — en de T42 was nog lang niet klaar. Een nieuwe interimoplossing was in de maak: de M47.

## Ontwikkeling
De M47 Patton werd doorontwikkeld vanuit de M46 en nam diens onderstel over met daarop de geschuttoren die voor de T42 was ontworpen. Het was de laatste Amerikaanse tank met vijf bemanningsleden; latere typen zouden het zonder machinegeweerschutter in de romp doen. De tank kreeg een Continental AV-1790-5B V12 motor van 820 pk. Met de 882 liter grote brandstoftank volledig gevuld kon het voertuig ongeveer 128 kilometer afleggen.
De M47 werd uitgerust met een 90mm-kanon met een optische afstandsmeter. Secundair waren een 12,7 mm en een 7,62 mm machinegeweer geïnstalleerd. In 1952 werd de M47 door het Amerikaanse leger in dienst genomen; gevechtseenheden werden er echter niet organiek mee uitgerust: het voertuig werd alleen gebruikt voor de training.

## Gebruikers

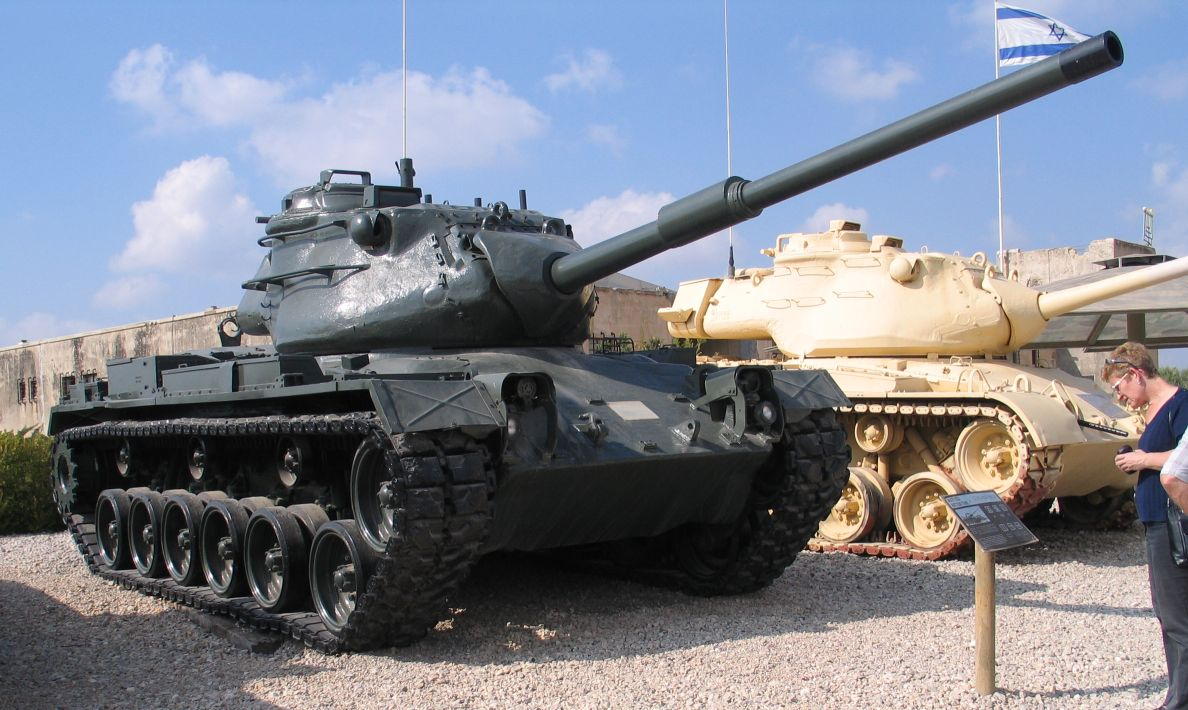
Spaanse M47E2 met 105mm kanon

In totaal werden 8676 M47 Pattons gebouwd waarvan de meeste in bruikleen werden gegeven aan NAVO-landen om hen te wapenen tegen de landen van het Warschaupact.
Bij de gebruikers waren België, Duitsland, Frankrijk, Griekenland, Iran, Italië, Japan, Joegoslavië, Jordanië, Oostenrijk, Pakistan, Portugal, Saoedi-Arabië, Somalië, Spanje, Taiwan, Turkije en Zuid-Korea.
Nederland had graag de M47 willen hebben, maar er waren er niet genoeg beschikbaar; in plaats daarvan werd men gedwongen de Britse Centurion in te voeren.
Spanje en Portugal hadden de tanks in gebruik tot in de jaren tachtig. Spanje verbeterde het type tot M47E1 door een krachtiger motor te installeren en verder tot M47E2 met een 105mm-kanon. Iran verbeterde tot M47M met een nieuwe turbodieselmotor. Daarbij werd ook de bemanning beperkt tot vier om plaats te maken voor de grotere munitie. Verder werd een vuurcontrolesysteem ingebouwd. Meer dan 800 M47M's werden omgebouwd door onder andere een tussen 1970 en 1972 speciaal gebouwde fabriek in Iran en deze versie werd ook door Pakistan gebruikt.
In de Verenigde Staten werd de tank vanaf 1953 al vervangen door haar opvolger, de M48 Patton, waarbij het gewicht efficiënter gebruikt was om zo het frontpantser te versterken.

## Operationele geschiedenis
De Amerikaanse M47's werden niet ingezet tijdens de Koreaanse Oorlog en hebben nooit strijd geleverd. Frankrijk heeft enkele exemplaren ingezet tijdens de Suezcrisis in 1956.
Jordanië, Iran en Pakistan hebben hun M47's het meest ingezet; Jordanië in de Zesdaagse Oorlog met Israël. Vele van de tanks gingen hier verloren aan de superieure Israëlische luchtmacht. Pakistan zette de M47 in tijdens de oorlogen met India. Door de bedenkelijke tactiek van de Pakistanen had de tank geen succes.
Hoewel de M47 met zijn 90mm kanon met de munitie die in de jaren vijftig beschikbaar was, het frontpantser van zijn toenmalige tegenstander, de Sovjet T-54, eenvoudig kon doorboren was er toch vraag naar een zwaarder kanon om toekomstige dreigingen te kunnen neutraliseren. De vrij smalle toren leent zich echter slecht voor de inbouw van een zwaarder kanon: de modificaties door Spanje uitgevoerd, bleven daarom een uitzondering.
De M47 is nog in gebruik door Iran, zij hebben nog 170 stuks van de M47M variant in gebruik. Spanje gebruikt nog 22 aangepaste M47-tanks als bergingsvoertuigen.
Het is twijfelachtig of het type verder nog ergens in dienst is. M47's worden door NAVO-landen nog wel gebruikt als schietdoel.